# Ronald Davis (hokej na travi)
Ronald Davis (28. prosinca 1914. – 24. listopada 1989.) je bivši britanski hokejaš na travi. 
Osvojio je srebrno odličje igrajući za Uj. Kraljevstvo na hokejaškom turniru na Olimpijskim igrama 1948. u Londonu. Odigrao je jedan susret. Igrao je u napadu.

## Vanjske poveznice
- Profil na DatabaseOlympics